# Levan Songulashvili

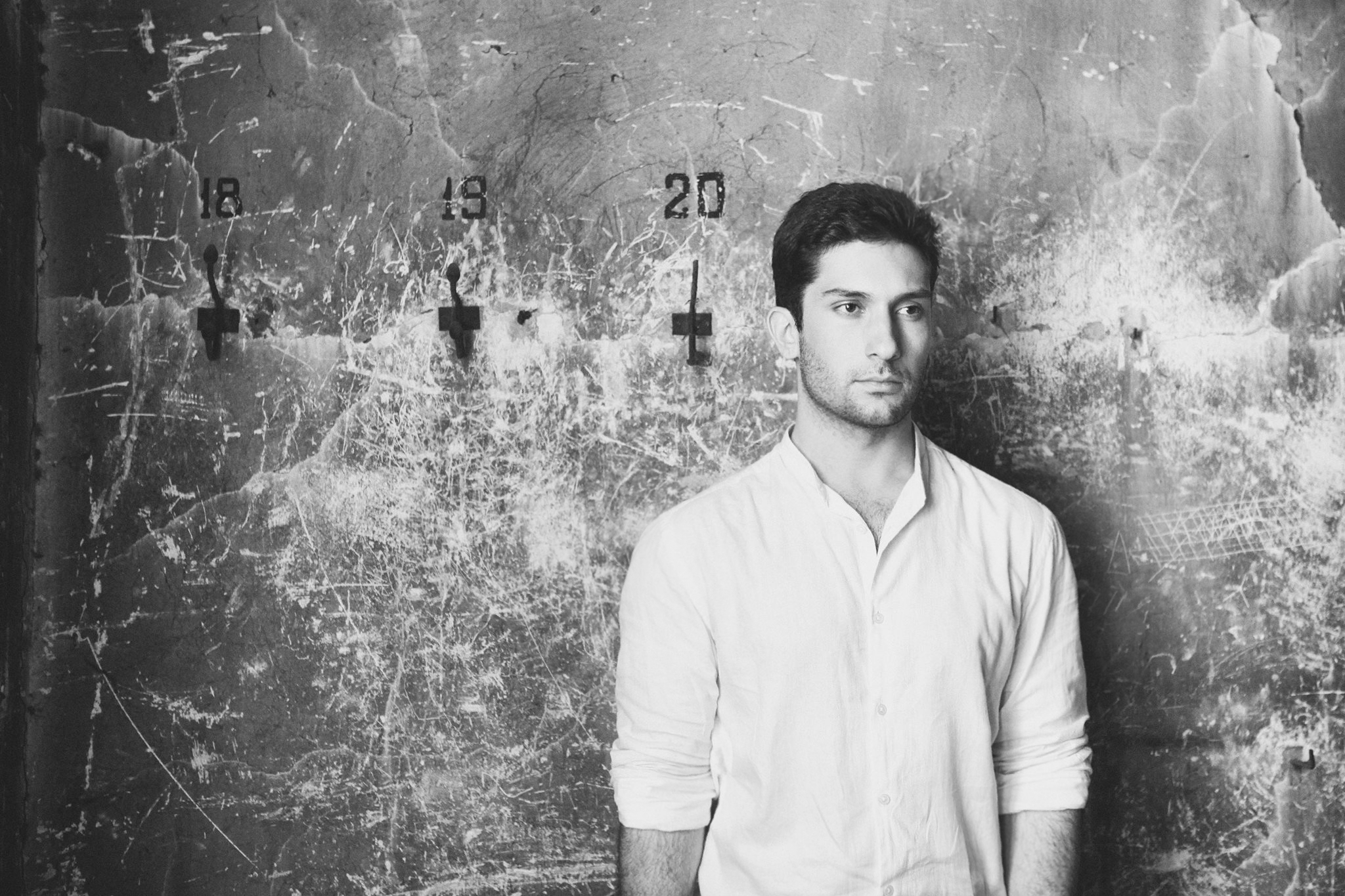
Levan Songulashvili (2018)

Levan Songulashvili (georgisch ლევან სონღულაშვილი; * 17. August 1991 in Tbilisi) ist ein georgischer Maler, Installationskünstler und Grafiker. Er lebt in New York City.

## Biografie
Songulashvili begann mit drei Jahren zu malen und erhielt in seinem Heimatort während seiner Jugend professionellen Zeichenunterricht.
2011 wurde der 19-jährige Künstler als Teil eines visuellen Kunstprojekts nach Deutschland eingeladen, wo er mit seinen deutschen Kollegen ein Theaterstück entwarf. Die westliche Kultur, deutsche Philosophie und Psychoanalyse beeinflussten das Weltbild des jungen Künstlers, und als er nach Georgien zurückkam, führte er neue kreative Experimente und eine konzeptuelle Untersuchung durch. Das war der Beginn einer neuen Phase seiner Kunst, gefolgt von bedeutendem Erfolg.
Im Alter von 21 Jahren, schloss Songulashvili die Tbilisi State Academy of Arts mit einem Bachelor in Zeichnen und Druckgrafik ab. Er gewann mehrere Leistungsstipendien und Kunstpreise und wurde der erste georgische Künstler, der sein Master (M.F.A) Abschluss geehrt vom The New York Academy of Art and Painting erhielt. Im Jahr 2017 verliehen die USA Songulashvili ein Genius Visa, das ihm erlaubt sich permanent in den USA aufzuhalten.
Er erhielt eine Anzahl von nationalen und internationalen Auszeichnungen, mit eingeschlossen „The presidents Award“ und die „The New York State Assembly Award“ für die Leistung und Mitwirkung an die Künste. Seine Kunst gewinnenden Werke, die alte Meisterschaft mit der einzigartigen heutigen Technik und Multimedia Installation zu verbinden, sind in angesehenen Kunstgalerien, private Sammlungen und in Museen weltweit ausgestellt, mit eingeschlossen Sotheby’s (NYC), The Royal Academy of Arts, Saatchi Gallery und viele weitere.
Er ist der erste georgische Künstler, dessen Arbeiten für eine permanente Sammlung im Brooklyn Museum (New York City) ausgewählt wurden.
Songulashvili zählt zu den Top-Künstlern des Jahres und nahm den ersten Platz von 10 im ArtistADay 2017 ein, geführt von Schöpfern aus der ganzen Welt aus einer Auswahl am Ende des Jahres.
Songulashvili schreibt auch psychologische Prosa, Aufsätze und Gedichte und spielt Klavier.